# 國友浩
國友 浩（くにとも ひろし）は、物理学者、京都大学基礎物理学研究所物理学基礎研究部門准教授。博士（理学）。 

## 主な略歴
- 1984年 東京理科大学理学部第一部物理学科卒業
- 1989年 京都大学大学院理学研究科物理学第二専攻修了
- 1989年 東京大学理学部日本学術振興会特別研究員（ - 1990年）
- 1990年 京都大学基礎物理学研究所非常勤講師（ - 1991年）
- 1991年 大阪大学助手（ - 1997年）
- 1991年 東京大学原子核研究所非常勤講師
- 1997年 京都大学基礎物理学研究所助教授
- 2007年 京都大学基礎物理学研究所准教授（ 現職 ）

## 主な所属学会
- 日本物理学会など

## 主な受賞
- 2018年 第1回東京理科大学物理学園賞[1]
- 2017年 第22回日本物理学会論文賞[2]

## 主な研究分野
- 超弦理論
- 量子重力
- 超対称性